# John Cryan
John Michael Cryan (Sunderland, Inglaterra, 16 de diciembre de 1960) es un ejecutivo y empresario inglés. 

## Biografía
John Michael Cryan nació el 16 de diciembre de 1960 en Harrogate. Es licenciado por la Universidad de Cambridge. Casado con Mary Cryan, no tienen hijos. Habla alemán con fluidez.
Comenzó su carrera en Arthur Andersen. En 1987 se unió a S. G. Warburg & Co., con sede en Londres. En septiembre de 2008 fue nombrado jefe del grupo suizo UBS en Reino Unido. Cryan pasó luego a UBS inversiones financieras. En el otoño de 2008,  aconsejó al consejo de administración de UBS en la crisis financiera.
Dejó UBS en 2011 por razones personales. En enero de 2012, fichó como presidente para Europa por Temasek, una compañía de inversión de Singapur.
Es director no ejecutivo de Man Group desde enero de 2015.
Fue nombrado ejecutivo jefe adjunto del Deutsche Bank en junio de 2015, en una posición compartida con Jürgen Fitschen, hasta que en mayo de 2016 se convirtió en único CEO del banco. Cryan fue substituido por Christian Sewing el 8 de abril de 2018.